# Rhopobota ustomaculana
The Loch Rannoch Tortrix or Rannoch Bell (Rhopobota ustomaculana) là một loài bướm đêm thuộc họ Tortricidae. Nó được tìm thấy ở hầu hết châu Âu, phía đông đến phần phía đông của the Palearctic ecozone.
Sải cánh dài khoảng 13 mm. Con trưởng thành bay từ tháng 6 đến tháng 7. They fly during the afternoon và evening.
Ấu trùng ăn Vaccinium vitis-idaea. Chúng xoắn các lá cây chủ, ăn nhu mô trên. Các loài này qua mùa đông trong giai đoạn này.